# سمعان القانوي
القديس سمعان الملقب بالقانوي وأيضا الغيور، واسمه سمعان هو تعريب لاسمه العبري الآرامي «شمعون» وهو تصغير لكلمة السامع، هو واحد من رسل المسيح الاثني عشر وهو أكثرهم غموضا حيث لم يُكتب عنه الكثير في الأدبيات المسيحية في القرون الميلادية الأولى.
وقد ورد اسمه في العهد الجديد في (متى 10) و(مرقس 3) و(لوقا 6) وفي (أعمال 1) ولكن بدون ذكر تفاصيل عنه (وَلَمَّا كَانَ النَّهَارُ دَعَا تَلاَمِيذَهُ، وَاخْتَارَ مِنْهُمُ اثْنَيْ عَشَرَ، الَّذِينَ سَمَّاهُمْ أَيْضاً رُسُلاً : سِمْعَانَ الَّذِي سَمَّاهُ أَيْضاً بُطْرُسَ وَأَنْدَرَأوُسَ أَخَاهُ. يَعْقُوبَ وَيُوحَنَّا. فِيلُبُّسَ وَبَرْثُولَمَأوُسَ. مَتَّى وَتُومَا. يَعْقُوبَ بْنَ حَلْفَى وَسِمْعَانَ الَّذِي يُدْعَى الْغَيُور َ. يَهُوذَا أَخَا يَعْقُوبَ، وَيَهُوذَا الإِسْخَرْيُوطِيَّ الَّذِي صَارَ مُسَلِّماً أَيْضاً.).
ولتمييزه عن سمعان بطرس لقب بالقانوي  وبالغيور ، ولقبه القانوي هو اللفظة العبرية لكلمة الغيور، وبحسب القديس جيروم وآخرون فأن هذا الرسول كان في الأصل من قرية قانا لهذا نسب إلى قريته، أو ربما كان من منطقة كنعان Canaan وهكذا نسب إليها أيضا. من ناحية أخرى يعتقد بعض دارسي التاريخ اليهودي بوجود فرقة يهودية دُعيت بالقانويين أي الغيورين وهم على مايُظن جماعة من الثوار انتظموا للتصدي لظلم الحكم الروماني ولكنهم قُمعوا بقسوة، وربما هم كانوا وراء أحداث الشغب المذكورة في (مرقس 15 : 7) وكان باراباس اللص الذي أُطلق سراحه بدلا عن يسوع واحدا منهم ومن المحتمل أن الرسول سمعان القانوي (الغيور) كان منتميا لهذه الجماعة أيضا قبل أن ينضم إلى تلاميذ المسيح.
في التقليد الكنسي يذكر الرسول سمعان غالبا مع الرسول تداوس على انهما كانا يبشران معا، لذلك تعيد لهما الكنيسة الكاثوليكية في يوم واحد 28 أوكتوبر/تشرين الأول من كل عام، يُعتقد أن سمعان القانوي التحق بزميله يهوذا تداوس للتبشير في بلاد فارس وأرمينيا حيث قتلا هناك في سبيل إيمانهما. روايات أخرى تقول بأنه بشر في الشرق الأوسط وشمال أفريقيا وبانه زار بريطانيا ومات فيها